# Jestofunk
Jestofunk is een Italiaanse housegroep onder leiding van producer Claudio Rispoli (1958).  De groep was tussen 1991 en 2005 actief. De andere leden waren producers Francesco Farias en Alessandro Staderini. De groep begon aanvankelijk met Italo House maar schoof later meer richting de Deephouse en Acid Jazz. De groep werd nooit bijzonder bekend maar wist in zijn bestaan meer dan een miljoen platen te verkopen.

## Geschiedenis
Claudio Rispoli werd actief in de Italo disco-scene van de jaren tachtig. Rispoli was actief onder de naam Moz-Art waarmee hij het album Art Of Moz (1984) maakte. In 1990 richtte hij met een paar anderen het project Double Dee op. De single Found Love groeide uit tot een internationale hit. Er volgde nog een album. Daarna bleef Double Dee zo nu en dan een single uitbrengen. Ook bracht hij onder diverse pseudoniemen tracks uit. Een succesje in de Britse clubs was What You Need... van het project Softhouse company. Ook maakt hij samen met Angelino Albanese de track Bladerunner.
Jestofunk ontstond in 1991 wanneer Rispoli samen met Francesco Farias en Alessandro Staderini de single I'm Gonna Love You uitbracht. In 1994 verscheen het album Love In A Black Dimension. Op het album werd niet meer slechts met elektronische instrumenten gewerkt: diverse sessiemuzikanten werden ingezet. Ook housevocalist CeCe Rogers wordt ingeschakeld. Het album slaag erin om in eigen land 50.000 stuks te verkopen. Hetzelfde recept wordt gevolgd op het minder succesvolle Love In A Gold Dimension (1997).
In 1998 komt Jestofunk weer terug met Universal Mother dat het een stuk beter doet dan zijn voorganger. Het aantal sessiemuzikanten is nog uitgebreider en CeCe Rogers neemt weer de meeste vocalen voor zijn rekening. Voor de Special Love, de belangrijkste single, wordt Jocelyn Brown ingehuurd. De mix van Steve Hurley groeit uit tot een hit in eigen land. Van het album wordt ook een liveversie uitgebracht in 1999. In de tussentijd heeft Rispoli ook zijn Moz-Art alter ego weer geactiveerd met als bijnaam Mysterious traveller. Hiermee maakt hij in 2001 de downtempo/wereldmuziek crossover albums Brazilart en Afroart.
Het laatste album van Jestofunk is Seventy Miles From Philadelphia dat eind 2003 in de winkels ligt. CeCe Rogers is dan van het toneel verdwenen en is vervangen door nieuwe vocalisten. Het album doet maar weinig al is Disco Queen een klein hitje in het Verenigd Koninkrijk. Jestofunk werd daarna geruisloos inactief. In 2005 wordt er nog een compilatiealbum uitgebracht. Daarna gaat het drietal zijn eigen weg. Rispoli is vanaf dan meer achter de schermen actief als producer van compilatiealbums. Alessandro Staderini en Francesco Farias bleven ook actief, zij het in de marge. Wel begon de groep weer met optreden, waarbij ook CeCe Rogers weer van de partij is.

## Discografie
- Double Dee – Double Dee (1991)
- Love In A Black Dimension (1994)
- Love In A Gold Dimension (1997)
- The Remixes (1997)
- Universal mother (1998)
- Live (1999)
- Seventy Miles From Philadelphia (2003)

| Single met eventuele hitnotering(en) in de Nederlandse Top 40 | Datum van verschijnen | Datum van binnenkomst | Hoogste positie | Aantal weken | Opmerkingen    |
| ------------------------------------------------------------- | --------------------- | --------------------- | --------------- | ------------ | -------------- |
| Found Love                                                    |                       | 22-09-1990            | tip4            | -            | als Double Dee |